# Maillé (Vienne)
Maillé ist eine französische Gemeinde mit 640 Einwohnern (Stand: 1. Januar 2022) im Département Vienne in der Region Nouvelle-Aquitaine. Maillé gehört zum Arrondissement Poitiers und zum Kanton Vouneuil-sous-Biard (bis 2015: Kanton Vouillé). Die Einwohner werden Mailléens genannt.

## Geographie
Maillé liegt etwa 19 Kilometer westnordwestlich von Poitiers. Umgeben wird Maillé von den Nachbargemeinden Vouzailles im Norden, Champigny en Rochereau im Nordosten, Frozes im Osten und Südosten, Chiré-en-Montreuil im Südosten, Ayron im Süden und Südwesten sowie Cherves im Westen und Nordwesten. 
Durch die Gemeinde führt die Route nationale 149.

## Bevölkerungsentwicklung
| Jahr                      | 1962 | 1968 | 1975 | 1982 | 1990 | 1999 | 2006 | 2013 |
| Einwohner                 | 326  | 336  | 319  | 327  | 404  | 427  | 535  | 638  |
| Quelle: Cassini und INSEE |      |      |      |      |      |      |      |      |

## Sehenswürdigkeiten
- Kirche Saint-Pierre
- Kapelle, Monument historique seit 1947